# Capel Shire
Capel Shire är en kommun i Western Australia, Australien. Kommunen, som är belägen 200 kilometer söder om Perth, i regionen South West, har en yta på 558 kvadratkilometer, och en folkmängd, enligt 2011 års folkräkning, på 14 638. Huvudort är Capel. Kommunen är en av de snabbast växande i Western Australia. 